# Carl Amery
 Carl Amery  (München, 1922. április 9. – München, 2005. május 24.) német sci-fi-író, környezetvédelmi aktivista.

## Élete
- A Gruppe 47 tagja volt.
- 1967–1974 között az SPD-nek is tagja volt, majd a Zöldek egyik alapítója lett.
- 1989–1991 a német PEN elnöke

## Munkássága
Regényei:
- Der Wettbewerb, 1954
- Die Große Deutsche Tour, 1958
- Ich stehe zur Verfügung, 1967
- Das Königsprojekt, 1974
- Der Untergang der Stadt Passau, 1975
- An den Feuern der Leyermark, 1979
- Die starke Position oder Ganz normale MAMUS, 1985
- Die Wallfahrer, 1986
- Die Große Deutsche Tour – Heiterer Roman aus den fünfziger Jahren, 1989
- Das Geheimnis der Krypta, 1990

## Díjai
- 1988 Kurd-Laßwitz-díj a legjobb rádiójátékért
- 1987, 1991 Kurd-Laßwitz-díj a legjobb regényért
- 1985 Kurd-Laßwitz-díj a legjobb novelláért
- 1984 Bajor-békedíj
- 1987 Bundesverdienstkreuz (I. Klasse)
- 1989 Friedrich-Märker-díj